# Le Gouffre aux sorcières
Ne doit pas être confondu avec Le Gouffre aux chimères.
Le Gouffre aux sorcières (Hag's Nook dans l'édition originale en anglais) est le 6e roman policier de John Dickson Carr, publié en 1933. De type « whodunit », il est le premier roman de la série mettant en scène Dr Gideon Fell.
Le récit se déroule au début des années 1930 dans le Lincolnshire. Il évoque la mort, dans des circonstances mystérieuses, de Martin Starberth, 25 ans, retrouvé la nuque brisée en contrebas d'une tour dont il était le seul à avoir la clé. S'agit-il d'un meurtre, d'un suicide ou d'un accident ? Gideon Fell est amené à enquêter.
Le titre du roman fait référence à un vieux bâtiment (fictif) appelé localement « Gouffre aux sorcières » qui servait de lieu d'exécution pour les condamnés à mort au XVIIIe siècle. Le roman se caractérise par le faible nombre de suspects potentiels (en l'occurrence quatre personnes) et par le fait que le principal suspect, le seul à avoir un mobile et les moyens de commettre le meurtre, est retrouvé mort le lendemain de l'assassinat de Martin. 

## Principaux personnages
- Victimes
  - Martin Starbeth : 25 ans ; dernier héritier masculin de la famille Starbeth.
  - Herbert (« Bert ») Starbeth : 30 ans ; cousin de Dorothy et de Martin Starbeth ; initialement considéré comme le tueur ou son complice.

- Enquêteurs
  - Gideon Fell : lexicographe, historiographe et criminologue.
  - Benjamin Arnold : chef de la police locale.
  - Tad Rampole : jeune Américain venu en vacances chez Gideon Fell.
  - Jennings : inspecteur de police envoyé par Scotland Yard.

- Personnes présentes sur les lieux
  - Dorothy Starbeth : 20 ans ; sœur de Martin Starbeth.
  - John Payne : notaire local.
  - Thomas (« Tom ») Saunders : 40 ans ; pasteur anglican.
  - M. Budge : majordome de la famille Starbeth.

- Autrespersonnages
  - Mme Fell : épouse de Gideon Fell.
  - Robert Saunders : oncle de Tom Saunders.

## Résumé
Le roman comporte 18 chapitres.

### Mise en place de l'intrigue
Cette section concerne les chapitres 1 à 6 du roman.
Le roman commence par l'arrivée au Royaume-Uni de Tad Rampole, venu en touriste auprès du docteur Fell. Alors qu'il se trouve sur le quai de la gare à Londres, il croise une jeune femme avec qui il sympathise. Tous deux se rendent à Chatterham (ville fictive) dans le Lincolnshire mais la jeune femme doit prendre le train suivant avec son frère.
En arrivant à destination, Tad apprend qu'il s'agissait de Dorothy Starbeth, sœur de Martin Starbeth, lui-aussi retourné récemment des États-Unis. Ce dernier doit venir prendre possession du domaine familial. Cette possession ne peut se faire, selon les dispositions testamentaires, que si le légitime héritier, le jour de son 25e anniversaire, s'enferme pendant une heure dans le bureau du directeur de la prison afin de lire des documents secrets enfermés dans un coffre. Le lieu est situé non loin des ruines d'un pénitencier, dans lequel on exécutait jadis les prisonniers condamnés pour sorcellerie en leur passant une corde autour du cou avant de les jeter dans le « Gouffre aux sorcières ». Bien que la prison soit désaffectée depuis 1837, la légende raconte qu'une « malédiction » contre les autorités judiciaires hante les lieux. Ainsi il y a maintenant trois ans, le vieux prévôt Timothy Starbeth est-il mort d'une chute de cheval non loin du Gouffre, confirmant que chaque héritier homme de cette famille meure le cou brisé pour expier le meurtre des impies d'autrefois.
Le Dr Fell a souhaité s'entourer de Tad Rampole et de Tom Saunders, prêtre chargé du culte dans la commune, pour veiller à ce que tout se déroule bien. Le soir de l’arrivée sur les lieux de  Dorothy et Martin Starbeth ainsi que Tad Rampole, l'orage gronde sur la lande. À 23 h, Martin Starbeth se rend dans le bureau où se trouve le coffre, une lampe allumée à la main. La lampe s'éteint. À minuit, Rampole et Saunders découvrent le corps sans vie du jeune Martin sous la fenêtre du bureau du directeur, le cou brisé. On n’a vu personne s'approcher des lieux, que ce soit avant ou après l'arrivée de Martin.

### Enquête
Cette section concerne les chapitres 7 à 17 du roman.
Vers 1 h du matin, le pasteur Tom Saunders est rentré au presbytère. Après avoir mis en sécurité le cadavre de Martin, Rampole et Fell vont aussi se coucher. Au petit matin, ils contactent Benjamin Arnold, le chef de la police locale. Fell, Rampole et Arnold se rendent sur les lieux. Ils visitent l'intérieur de l'ancienne prison et notamment le bureau du chef de la prison. La pièce est sale et lugubre. C'est dans cette pièce que se trouve le coffre en fer que Martin devait ouvrir. Le coffre est resté ouvert : il n'y a rien dedans.
Le policier Arnold propose une double hypothèse : Martin aurait été incité à se rendre sur le balcon, ou y aurait été amené par le meurtrier, soit par ruse, soit par la violence, avant d'être précipité au sol, par exemple par un mécanisme ou un engin. La faille de cette hypothèse est qu'elle n'est corroborée par aucune constatation matérielle.
On découvre coup-sur-coup une poésie de 16 vers qui paraît être un cryptogramme, et le fait que le père de Martin, Timothée, qui était mort trois ans auparavant à proximité du Gouffre aux sorcières, avait sans doute connu l'actuel meurtrier et avait mis un message à cette intention dans le coffre qu'on a découvert vide. Cette hypothèse de Fell est corroborée par le notaire Payne.
Un autre élément à prendre en compte est la disparition, depuis la veille, de Herbert (« Bert »), le cousin de Martin et Dorothy : serait-ce le signe qu'il est le tueur ? Si l'on considère que le tueur est un proche voire un intime de la famille, il ne peut pas s'agir de Tad Rampole, arrivé récemment. John Payne et Tom Saunders n'avaient pas de mobile, et au surplus Tom Saunders se trouvait avec Fell et Rampole lors de la mort de Martin. Le seul suspect possible est Herbert, qui avait un mobile (héritier possible de la propriété si Dorothy venait à décéder ; destruction du message de Timothée ; contenu du coffret qui pouvait contenir des bijoux ou des lingots) et qu'on n’a pas vu le soir des faits. L'hypothèse que Dorothy soit la meurtrière de son frère est rejetée à l'unanimité.
La poursuite de l’enquête permet le déchiffrage du cryptogramme : chacun des vers constituait une définition et les premières lettres de chacune de ces définitions désignait le puits près duquel on a découvert le cadavre de Martin. Ceci permet d'orienter les recherches en direction du puits. L'intérieur du puits est donc visité et fouillé… et l'on y découvre au fond le cadavre d'Herbert Starbeth, mort sans doute la veille. S'il était le tueur, il a été doublé par son complice ; et s'il était innocent, le tueur a tué successivement Martin et Herbert.
Le mystère est total et l'enquête paraît devoir s'arrêter là.

### Dénouement et révélations finales
Cette section concerne les chapitres 18 à 20 du roman.
Robert Saunders, l'oncle de Tom Saunders, a annoncé son arrivée en Angleterre pour rencontrer son neveu. Fell apporte la preuve que Tom Saunders ne connaît pas son oncle. Il est donc un imposteur qui a pris la place du vrai Saunders. Placé en garde à vue, l'usurpateur d'identité a un entretien avec Fell. À l’issue de la discussion, l’homme met sur papier une confession écrite et circonstanciée, sans jamais révéler sa véritable identité et en signant sa confession « Thomas Saunders ».
Effectivement, il n'est pas le vrai Tom Saunders, qu'il avait croisé lors d'une croisière depuis la Nouvelle-Zélande jusqu'à l'Angleterre. Pendant le cours du voyage, l'homme était mort et audacieusement le narrateur avait pris sa place (le point de savoir si le vrai Saunders est décédé de mort naturelle ou s'il a été assassiné par l'usurpateur d'identité n'est pas précisé). Ayant pris sa place, ses affaires et ses habits, il n'avait eu aucun mal à se faire reconnaître comme pasteur anglican dans le Lincolnshire puisqu'il y était annoncé et qu'il avait suivi des études de théologie. Il avait tenté de tuer le vieux Timothée pour voler le coffret rempli de bijoux et de lingots, mais l’homme avait survécu. Avant de mourir, Timothée lui avait indiqué qu'il avait mis un message révélant l'usurpation d'identité dans le coffret afin que son fils, ultérieurement, sache la vérité. L'imposteur s'était posé la question : fuir les lieux ou rester ? Sans argent et de nature aventurière, il avait choisi de rester et de faire face à Martin en temps utile. 
Le soir des faits, il avait proposé aux deux cousins d'échanger leurs places : Martin n'irait pas dans la tour à minuit, et ce serait Herbert qui y irait. En effet les deux cousins se ressemblent énormément et, de loin, personne ne verrait la différence. Les deux hommes avaient donné leur accord et avaient échangé leurs vêtements. Tandis que Herbert se rendait en direction de la tour et « remplaçait » son cousin, il avait assassiné Martin en lui fracassant le crâne puis l'avait amené un peu avant 23 h au pied de la tour. Il était alors rencontrer Gideon Fell et Tad Rampole : ceci explique qu'il avait un parfait alibi lors de la commission supposée du crime entre 23 h et minuit. Le cadavre de Martin avait alors été découvert. Plus tard, il avait quitté les lieux, s'était rendu au domicile de Herbert (lequel ignorait la mort de Martin) et il l'avait tué à son tour. Après que Fell et Rampole eurent quitté les lieux, il s'était rendu vers la fin de la nuit dans la propriété devenue déserte et avait jeté Herbert au fond du puits. Ainsi, il avait commis successivement deux meurtres, tout en ayant un alibi imparable (le meurtre de Martin ayant eu lieu deux heures auparavant et se trouvant avec les deux témoins à minuit) et en laissant supposer au surplus que c'était Herbert le coupable. Pour lui, il s'agissait d'un plan parfait ; il n'avait pas pensé que le déchiffrage du cryptogramme par les enquêteurs les amènerait à fouiller le fond du puits et à y découvrir le cadavre de Herbert.

## Éditions

### Éditions en anglais et en français
- Éditions originales en anglais
  - (en) John Dickson Carr, Hag's Nook, New York, Harper, 1933 — Édition américaine
  - (en) John Dickson Carr, Hag's Nook, Londres, Hamish Hamilton, 1933 — Édition britannique

- Éditions françaises
  - (fr) John Dickson Carr (auteur) et Dominique Monrocq (traducteur), Le Gouffre aux sorcières [« Hag's Nook »], Paris, Librairie des Champs-Élysées, coll. « Le Masque. Les Maîtres du roman policier.  no 1944 », 1989, 249 p. (ISBN 2-7024-1871-6, BNF 35020287)
  - (fr) John Dickson Carr (auteur) et Dominique Monrocq (traducteur) (trad. de l'anglais), Le Gouffre aux sorcières [« Hag's Nook »], « in » J.D. Carr, vol. 1 - Dr. Fell (1933-1935), Paris, Librairie des Champs-Élysées, coll. « Les Intégrales du Masque. », 1991, 1120 p. (ISBN 2-7024-2090-7, BNF 35476394) Ce volume omnibus réunit les romans suivants : Le Gouffre aux sorcières, Le Chapelier fou, Le Huit d'épées, Le Barbier aveugle, L'Arme à gauche

### Observations sur les traductions
- Le roman, publié en 1933, ne fut traduit en français et publié en France qu'en 1989, soit 56 ans après.
- Le traducteur du roman a choisi de respecter la graphie anglaise des prénoms. Ainsi, les personnages de Gideon (Fell) et de Tad (Rampole) gardent leur graphie, alors que dans des romans ultérieurs ils seront francisés en « Gedeon » et « Ted ».

## Autour du roman
- Tad Rampole sera de nouveau l’adjoint de Gideon Fell dans le roman Le Chapelier fou, où il sera marié avec Dorothy Starbeth. Il sera encore présent dans Trois cercueils se refermeront.
- Dans le roman Trois cercueils se refermeront (1935), J. D. Carr proposera une typologie des énigmes de chambre close. L'assassinat de Martin Starbeth correspond, selon cet inventaire, à l'hypothèse n°5 qui est indiquée (la victime est déjà morte au moment où on la croit encore vivante).
- Roland Lacourbe souligne[1] que la dernière affaire du docteur Fell (Lune sombre ; en VO : « Dark of the Moon ») publiée en 1967, soit trente-quatre ans plus tard, sera bâtie sur le même schéma, mettant en scène le clan américain des Maynard dont les membres trouvent la mort à un siècle de distance, la boîte crânienne défoncée et sans cause apparente.

## Critique de Roland Lacourbe
- Roland Lacourbe affirme[2] que :

« (…) En vérité, ce qui laisse les fanatiques de l’auteur sur leur faim, ce sont certains aspects de l'intrigue qui demeurent inaboutis, Carr ne cherchant nullement à justifier la profusion d'éléments et de détails qu'il met en scène. De même, le Dr Fell désigne le coupable sans avancer de preuves ni de déductions logiques pour étayer son accusation. Et c'est l'assassin qui, dans une confession écrite, expliquera de bonne grâce sa manière de commettre un crime en apparence impossible : une facilité dont Carr n'est guère coutumier et à laquelle, fort heureusement, il n’aura guère recours. (…) »

## Sources bibliographiques
- Roland Lacourbe, « John Dickson Carr : scribe du miracle. Inventaire d'une œuvre », Amiens, éd. Encrage, 1997, page 47 et pages 298-299  (ISBN 2-906389-67-6).
- Roland Lacourbe, Intégrales du Masque, tome 1  (ISBN 978-2-7024-2090-4), préface au roman, pages 41 et 42.